# ДАГ (футбольный клуб, Рига)
Футбо́льный клуб ДАГ (латыш. Futbola klubs DAG) — бывший латвийский футбольный клуб из Риги.
Команда была образована, объединившись футбольным клубам ВЭФ и «Зента», и поначалу называлась «ВЭФ/Зента». Во время сезона 1993 года клуб обрёл новых спонсоров и сменил своё название на ДАГ.
После сезона 1994 года футбольный клуб оказался на грани банкротства, но смог спасти положение, объединившись с клубом «Лиепая» в новообразованный клуб ДАГ/Лиепая и перебазировавшись в Лиепаю.

## Результаты выступлений в Чемпионате и Кубке Латвии
| Лига        | Сезон | Место | И  | В  | Н | П  | Голы  | О  |  | Кубок      |
| ----------- | ----- | ----- | -- | -- | - | -- | ----- | -- |  | ---------- |
| Высшая лига | 1993  | 8     | 18 | 3  | 4 | 11 | 15−29 | 10 |  | 1/4 финала |
| Высшая лига | 1994  | 3     | 22 | 11 | 7 | 4  | 34−16 | 29 |  | Финалист   |

## Достижения
Высшая лига Латвии
- Бронзовый призёр (1): 1994.

Кубок Латвии
- Финалист (1): 1994.

## Известные игроки
- Артур Закрешевский
- Андрей Пиеделс
- Вит Римкус